# Pilar Heras i Trias
Pilar Heras i Trias   (Figueres, 12 d'octubre de 1954 - Barcelona, 27 de gener de 2019) va ser una pedagoga catalana, doctora en Ciències de l'Educació i professora titular d'universitat a la Universitat de Barcelona. En els anys de joventut va destacar per la seva implicació en la vida associativa, cultural i política. El 2016 va ser nomenada directora general d’Execució Penal a la Comunitat i Justícia Juvenil del Departament de Justícia, Drets i Memòria.

## Biografia
Filla de Narcís Heras Vicens, metge de Cabanes, i d'Anna Trias Balot, en la seva joventut va destacar per la seva implicació en la vida associativa, cultural i política de la capital empordanesa. El 1973 va ser membre fundadora del grup de cançó Indika. Posteriorment va alternar estades entre Cabanes, on va ser elegida regidora com a independent en la llista d'ERC, i Barcelona. Va realitzar treballs de recerca al Salvador i Nicaragua, alguns en conveni amb universitats catalanes i de l'Amèrica Central.
El 2016 va ser nomenada directora general d´Execució Penal i Justícia Juvenil de la Generalitat de Catalunya. Anteriorment havia estat coordinadora del grup de Recerca de Pedagogia Social per a la inclusió i la cohesió social (GPS-UB). Durant la seva carrera va destacar-se pel disseny de mesures penals alternatives (MPA) que permeten el compliment de penes fora de l'entorn penitenciari, amb treballs comunitaris. Va publicar diversos treballs sobre reinserció social i laboral (2014, 2015, 2016), reinserció postpenitenciària (2015), justícia juvenil (2008), corresponsabilitat entre administracions i tercer sector en l'acció social i penal (2013, 2014).
El 2023 va rebre una Medalla d’honor a títol pòstum pels serveis excepcionals a la justícia, atorgada pel Govern de la Generalitat de Catalunya.